# Come fu temprato l'acciaio (film 1942)
Come fu temprato l'acciaio (in russo Как закалялась сталь?, Kak zakaljalas' stal') è un film del 1942 diretto da Mark Semënovič Donskoj, tratto dall'omonimo romanzo di Nikolaj Ostrovskij.